# Евменов, Николай Анатольевич
Николай Анатольевич Евменов (род. 2 апреля 1962, Москва, РСФСР, СССР) — российский военачальник. Главнокомандующий Военно-морским флотом Российской Федерации (3 мая 2019 — 10 марта 2024). Адмирал (2017). Начальник ВУНЦ ВМФ «Военно-морская академия имени Адмирала Флота Советского Союза Н. Г. Кузнецова» с 20 мая 2024 года.
Из-за вторжения России на Украину находится под международными санкциями Евросоюза, Великобритании, Канады и ряда других стран.

## Биография
Родился 2 апреля 1962 года в Москве.
С 1982 по 1987 год — курсант Высшего военно-морского училища подводного плавания имени Ленинского комсомола (Ленинград). По окончании училища назначен на должность командира электронавигационной группы штурманской боевой части (БЧ-1) атомной подводной лодки на Тихоокеанском флоте (1987—1991).
В 1995—1997 годах прошёл обучение в Военно-морской академии имени Адмирала Флота Советского Союза Н. Г. Кузнецова и в 1997—1999 годах служил старшим помощником командира и командиром подводных лодок «К-490» и «К-506».
С 1999 по 2001 год служил начальником штаба 25-й дивизии подводных лодок (капитан 1-го ранга). С 2001 по 2003 год проходил обучение в Военной академии Генерального штаба Вооружённых сил Российской Федерации. С 2003 по 2004 год — заместитель командира, с 20 августа 2004 по 2006 год — командир 25-й дивизии подводных лодок (Вилючинск).

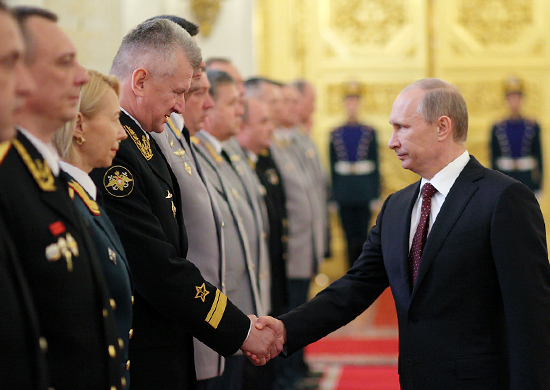
С Президентом России Владимиром Путиным, 18 июля 2012 года

С 10 ноября 2006 по 9 июля 2010 года — начальник штаба, с 9 июля 2010 по 2012 год — командир 16-й эскадры подводных лодок (в/ч 62695, Вилючинск).
В апреле — сентябре 2012 года командующий Подводными силами Тихоокеанского флота.
С 14 сентября 2012 года — начальник штаба — первый заместитель командующего Северным флотом.
С ноября 2015 по апрель 2016 года, после назначения адмирала Владимира Королёва временно исполняющим обязанности Главнокомандующего Военно-Морским Флотом, вице-адмирал Николай Евменов временно исполнял обязанности командующего Северным флотом по должности.
5 апреля 2016 года Указом Президента Российской Федерации Владимира Путина назначен командующим Северным флотом. 18 апреля Министр обороны Российской Федерации генерал армии Сергей Шойгу вручил вице-адмиралу Николаю Евменову штандарт командующего и представил его личному составу Северного флота. Министр обороны отметил, что вице-адмирал Евменов «обладает большим опытом решения сложных и ответственных задач, стоящих перед объединённым стратегическим командованием, и в новой должности в полной мере реализует свои разносторонние знания и высокие морально-деловые качества».
Указом Президента Российской Федерации 12 декабря 2017 года присвоено воинское звание «адмирал».
Указом Президента Российской Федерации от 3 мая 2019 года № 203 назначен Главнокомандующим Военно-Морским Флотом. 31 мая 2019 года адмиралу Николаю Евменову вручён личный штандарт Главнокомандующего ВМФ. Член Коллегии Министерства обороны Российской Федерации. Является вторым в истории России Главнокомандующим ВМФ, назначенным на данную должность из числа моряков-подводников.
С детства увлекается игрой в хоккей с шайбой, с 2019 года — капитан сборной команды ВМФ России по хоккею с шайбой и команды Главного командования ВМФ России «Девятый вал».
Председатель Попечительского совета «Клуба адмиралов». Руководил военно-морским учением «Океанский щит — 2023» (Балтийский флот, 2023).
Указ об увольнении Николая Евменова с должности главнокомандующего ВМФ опубликован не был. Однако 10 марта 2024 года несколько СМИ сообщили о назначении врио главкома адмирала Александра Моисеева. 2 апреля 2024 года министр обороны России Сергей Шойгу сообщил о назначении Моисеева главнокомандующим ВМФ России.
C 20 мая 2024 года — начальник Военно-морской академии им. Н. Г. Кузнецова.

## Санкции
23 февраля 2022 года, на фоне вторжения России на Украину, включён в санкционный список Евросоюза, так как «отвечает за любую морскую операцию российского флота, в том числе на Украине или на ее территории. Поэтому он несёт ответственность за активную поддержку и осуществление действий и политики, которые подрывают и угрожают территориальной целостности, суверенитету и независимости Украины, а также стабильности или безопасности в Украине».
14 марта 2022 года Евменов внесён в санкционный список Канады «близких соратников режима» за «содействие и поддержку выбора президента Путина вторгнуться в мирную и суверенную страну».
По аналогичным основаниям включён в санкционные списки Великобритании, Швейцарии, Австралии, Японии, Украины и Новой Зеландии.

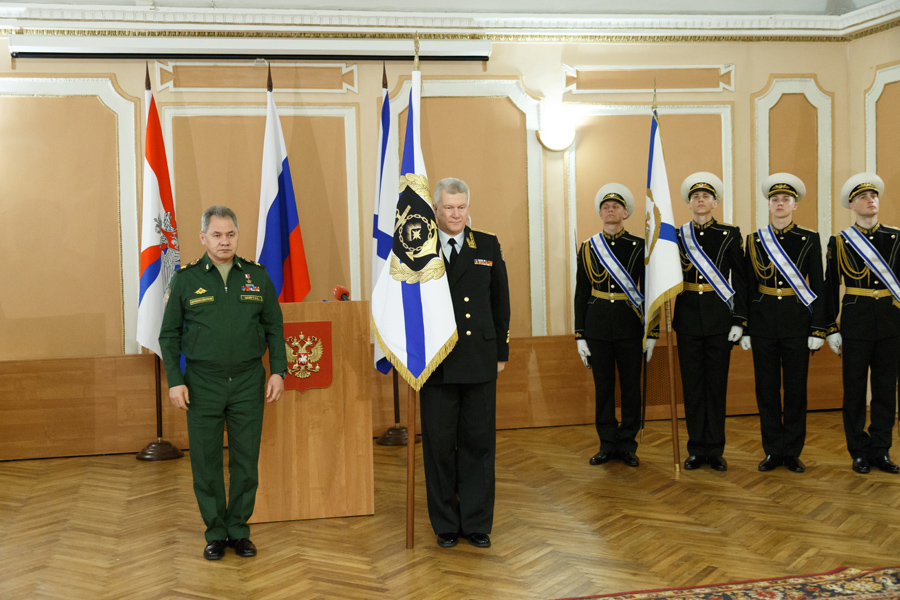
Церемония вручения вице-адмиралу Николаю Евменову штандарта командующего Северным флотом. Североморск, 18 апреля 2016 года

## Семья
Жена — Ольга Евменова (дев. Тищенко), врач, подполковник медицинской службы.
Старший сын — Роман Евменов (род. 1989), офицер ВМФ, окончил Военно-морскую академию имени Н. Г. Кузнецова. Младший сын — Юрий Евменов (род. 1999), окончил Ульяновский институт гражданской авиации. Внук Николай (род. 2017).

## Награды
- Орден «За заслуги перед Отечеством» 4 степени (2023);
- Орден Александра Невского (Россия) (2016);
- Орден «За военные заслуги» (22.12.2006)[23];
- Орден «За морские заслуги» (2015);
- Медали России.
- Медали СССР